# 大爆笑!!人生劇場 ドキドキ青春編
『大爆笑!!人生劇場 ドキドキ青春編』（だいばくしょうじんせいげきじょう どきどきせいしゅんへん）は、1993年7月30日にディスコから発売されたスーパーファミコン用ボードゲームソフトである。開発はアクトジャパン、販売はタイトーが行っている。

## 概要
このゲームは自分のキャラ設定（名前、性別、血液型、顔、性格）、対戦相手と順番の自動設定、所属部の選択を経ながら、4人プレイで本編がスタートする。
4人のキャラクターたちは、中高一貫校の『人生学園』の中学1年生から高校3年生までの期間、『人生村』を中心にマップを双六形式で移動する。人生経験を多く獲得したものが勝者となる。
ルーレットを回すとき十字横のキーかLRボタンを押すことによってルーレットを動かすことができ、合わせたいマスから1,2マス横にずらし連打することで自分の思い通りのマスへ止まることができる。慣れてくるとマイナスイベントを意識的に避けることができ不確定要素がなくなってしまっためかこのシステムは受け継がれなかった。

## ゲーム内容

### アイテム

#### 消費アイテム
| 名前               | 入手先                      | 値段    | 効果 |
| ------------------ | --------------------------- | ------- | --- |
| 小さなおにぎり     | 友達の家                    | 非売品  | ストレスが5減る サイコロバトルではHP5回復 |
| 普通のおにぎり     | 友達の家                    | 非売品  | ストレスが10減る サイコロバトルではHP10回復 |
| 大きいおにぎり     | 友達の家                    | 非売品  | ストレスが15減る サイコロバトルではHP15回復 |
| 果たし状           | 神様マス 図書館マス         | 非売品  | 対象相手に対して人生経験を賭けてミニゲームの障害物競争で対戦                                                                                     |
| 幸福ホルダー       | 神様マス 道マス             | 500円   | れいかんが10増える |
| アイドルのレコード | 神様マス 盛り場マス         | 非売品  | かっこよさが6増え、ストレスが10減る。プレミアが付いて高価で売れることも                                                                          |
| ハワイチケット     | 神様マス                    | 非売品  | ただでハワイに行ける |
| 爆竹               | 神社マス                    | 500円   | ストレスが10減るが、対象相手のなかよし度が6減り、ストレスが増える サイコロバトルではサイコロに10加えたダメージを与えるか自分がダメージを受けるか |
| 福引券             | ジンセイブマス ショップマス | 非売品  | （レストラン、ハワイ以外での買物1点につき1枚入手）福引マスで福引ができる                                                                         |
| 海の絵葉書         | ショップマス                | 500円   | やさしさが6増え、ストレスが4減る |
| マカデミアナッツ   | ショップマス                | 3000円  | ちからが6増え、ストレスが8減る |
| ナポレオン         | ショップマス                | 10000円 | やさしさが12増え、ストレスが10減る |
| パーピー人形       | 放課後マス                  | 1500円  | ちりょくが6増え、ストレスが10減る。プレミアが付き、高価で売れることも。                                                                          |
| 悪魔の手紙         | 自宅マス                    | 非売品  | 入手するとストレスが増える。使用すると対象相手のモラルが15減る                                                                                   |
| 保険               | 自宅マス                    | 3000円  | 夜道マスの流星落下イベントで自分が被害を受けた際に保険金が下りる                                                                                 |

#### 衣服
衣服は上・下・帽子・眼鏡（目が悪い人限定）が変更ができる。衣服を変えると、ステータスが上昇する。性別に会わない衣服にすると一部のステータスが減少する。ファッション大流行のイベントではジーンズ属性、ブランド度属性、パンク属性がランダムに選ばれ、該当する衣服を着ていると人生経験を獲得できる。

### ミニゲーム
ヤシの実採り
フロムB町と青山町の神様サービスマス、ハワイの観光マスの万人イベントで発生。左にある上昇していくゲージを押すとそのパワーに応じてサルが木に登り、サルが一番上までいけばヤシの実を落とす。これを繰り返すゲーム。60秒間に落としたヤシの実の数の2倍の「ちから」が増える。
サルの仕返し
フロムB町と青山町の神様サービスマス、ハワイの観光マスの万人イベントで発生。サルが落とす果物を拾って60秒間の間に高得点を叩き出すゲーム。サルが落とすものは、ヤシの実（1点）、バナナ（2点）、爆弾（5秒マイナス）の3つ。1点につき500円入る。青山町マップでは買い物に費やせるお金が増えるため貴重。
サイコロバトル
相手にダメージを与えて、先に相手のHPが0になったら勝ち。たいりょくがHP、れいかんがMPとして換算される。「こうげき」で2つのサイコロの合計で相手にダメージを与えることが中心となるが、「ぼうぎょ（全てのダメージ半減）」「れいりょく（回復1種・攻撃2種）」「アイテム（おにぎり類とばくちく）」のコマンドも使える。同じマップでプレイヤーが他のプレイヤーが止まっているマスに止まり、人生経験を奪い取ろうとしたり仲が悪い状態で仲良くしようとして相手から攻撃されたりすると発生する。また、公園マスで不良番長のがんだたけし、休日マスで野良犬のサンダーと戦う場合がある。
クイズ大会
中3の1月からのテレビイベントの選択肢の1つ。四人対戦。ルールは問題が出された後、4秒の間にボタンを押して正解することができれば1ポイント獲得することができる。正解か不正解かはステータスのちりょく、れいかん、モラル、かっこよさ、やさしさ、食べた回数などによって自動的に判定される。ステータスが高いと正解しやすいが、低いとお手つきとなりやすい。制限時間が0に近づくにつれ正解しやすくなるが、制限時間が0になると全員お手つきとなる。また、3回お手つきすると回答権がなくなる。全員が3回お手つきするか全17問を終えた時点で、正解した数が多い人が人生経験をもらうことができる。
障害物競走
高校時代の運動会や果たし状の対戦で登場する。ダッシュとジャンプでハードルを乗り越えてゴールを目指す。
とれとれテレフォン
フロムB町のアルバイトマスでできるミニゲーム。制限時間60秒の間に、1～5番までの電話のうち、鳴ってきた電話の音をどれだけ当てるかというものである。1回当たるごとに1000円、お手つきはマイナス8秒となる。また、記録更新で5000円、パーフェクト（お手つきなし）でも5000円のボーナスがもらえる。
カエルレース
卒業記念として起こるイベントでどのカエルが1位になるか予想し今までの人生経験ポイントを賭けるレース。カエルにはそれぞれ特徴があり、1コースは一回の飛び跳ねる速度が速い、2コースは一回の飛び跳ねる距離が長い、3コースは前半に先行して逃げきる、4コースは反対に後半に追い込みをかける、5コースは特に特徴は無いが常に休まず堅実に走る。

## 設定

### カレンダー
中学1年
- 6月 神様のお言葉・その1
- 10月 運動会
- 12月 神様のお言葉・その2・クリスマスデート（条件有）
- 2月 バレンタインデー

中学2年
- 6月 青山線開通
- 10月 修学旅行（中学編）
- 12月 インフルエンザ大流行・クリスマスデート（条件有）
- 2月 生徒会選挙

中学3年
- 6月 期末テストの告知
- 7月 服装検査
- 10月 運動会
- 11月 空港完成
- 12月 クリスマスデート（条件有）
- 1月 テレビイベント
- 2月 期末テスト結果発表
- 3月 卒業式→前半審査→途中経過報告・その1

高校1年
- 8月 ファッション大流行
- 10月 運動会（障害物競走）
- 12月 インフルエンザ大流行・クリスマスデート（条件有）
- 1月 テレビイベント
- 2月 バレンタインデー

高校2年
- 6月 服装検査
- 9月 クラブ部長任命
- 10月 修学旅行（高校編）
- 12月 クリスマスデート（条件有）
- 1月 テレビイベント
- 2月 ミス＆ミスターコンテスト

高校3年
- 4月 途中経過報告・その2
- 5月 変な奴発表
- 7月 期末テストの告知
- 8月 ファッション大流行
- 9月 途中経過報告・その3
- 10月 運動会（障害物競走）
- 12月 クリスマスデート（条件有）
- 1月 テレビイベント
- 2月 期末テスト結果発表
- 3月 途中経過報告・その4→カエルレース
- 全ターン終了 愛の告白→神様の審査→エンディング

### ステータス
- ちりょく - 学力テストで高得点が取れる。高いと生徒会長選挙で有利。内部データでは3種類（文系・理系・その他）存在しており、その総計が「ちりょく」としてゲームで表記される。
- ちから - 高いとサイコロバトルで体力が高くなる。中学の修学旅行ではこの数値が全プレーヤー中で最も低いと乗り物酔いをする。
- ガッツ - 我慢強さ。高いとストレスが溜まりにくくなる。高校の修学旅行ではこの数値が全プレーヤー中で最も低いと髪をいたずらされてしまう。また、女性プレーヤーの場合、ガッツがやさしさを大幅に上回ると男性化する。
- かっこよさ - 高いとミス＆ミスターコンテストで有利に。また異性にもモテやすくなる。
- モラル - 高いと風紀委員などに選ばれるが、0になると不良に。
- やさしさ - 高いと保健委員などに選ばれる。異性にも好かれやすくなる。エンディングの結婚生活にも影響。また、男性プレーヤーの場合、やさしさがガッツを大幅に上回ると女性化する。
- れいかん - 高いと神社で願いが叶う他、サイコロバトルで霊力が多く使える。
- ストレス - 溜めすぎると病院行きとなり、全ステータスが下がって1回休み。
- 仲間とのなかよし度 - 友達の家に行った時、友達の親の対応が変化する。また、この数値が低いと同じマスに止まったときのイベントで強制的に相手とのサイコロバトルとなる。
- 恋人とのラブラブ度 - 高いとクリスマスデートで人生経験を獲得できたり、高校3年終了後における結婚の指標になる。

隠れステータス
- 文系ちりょく - 国語や社会などで増える。
- 理系ちりょく - 数学や理科の勉強をすると増える。
- その他ちりょく - マン研で増える「ちりょく」など、文系にも理系にも所属しない「ちりょく」。マン研部長になるにはこの「ちりょく」が高いことが必要。
- 総食事量 - 「ちから」が 食事回数×10以下だと太り、「かっこよさ」が下がる。ハワイの高カロリーの食事のみ食事2回分にカウントされる。
- 視力？ - たく、よしかわ以外のプレイヤーは一定条件、もしくはランダムで視力が落ちてメガネをかけるイベントが起こり、ファッションアイテムにメガネが追加される。肥満、不良、異性化とは違い、こちらは直らない。

その他
- 資格（英会話、料理、水泳） - 体育の授業、カルチャースクール、路上イベントのマスで入手。人生村のバイトマスで給料の良いバイトができる。

### クラブ活動
人生学園は生徒は必ず一つのクラブに入っていなければいけない制度の学校であり、一定回数の活動イベントをこなしていれば高2の9月に部長に選出される。
- テニス部 - 主にテニスの大会に参加しファンの女子生徒から多くの花束をもらう等かっこよさが上がるイベントが中心だが一定の体力が無いとバテてステータスが思うように上がらない。この他筋トレやルール本を読んで力や知力を上げると言った事もある。
- マンガ研究会 - 主に知力を上げるイベントが多い。何故か熱いマンガを描くと体力が、アニメ鑑賞で文系ちりょくを上がるなどベルトクイズでは優位に立てるイベントも多い。
- 柔道部 - 体力、ガッツを上げるイベントが中心。CPUキャラのれんぼうのように女性プレイヤーが熱心に活動すると男性化してしまうので注意。

### マップ
人生村
メインマップ。
フロムB町
バイトで資金稼ぎをするマップ。
青山町
ブティックとデパートが立ち並び、ステータスが大きく変動する服が買える。
ハワイ
海外旅行をするマップ。夜道マス以外のマスに止まれば帰ってくるだけで人生経験が足される。

## キャラクター
キャラクター名は、ほぼ全て発売当時に活躍していた芸能人・有名人のパロディである。

### CPUキャラクター
| 名前            | 性 | クラブ     | 特徴 |
| --------------- | -- | ---------- | --- |
| たく しちろう   | 男 | 漫画研究会 | ヲタクで、部活によく顔を出す。 漫画研究会は知力が上がりやすいため、意外とテストなどでは活躍することも。 また、霊感が非常に強いので、サイコロバトルでも侮れない存在になることがある。 ただし体力やガッツはかなり低い。基本的なスタンスは不真面目なので、ストレスを溜めない。 たまにオカマになる。そうならなくとも、そもそも購入し着用する服装が女性向けのものが多く、 ゲームが進むにつれ凄まじいルックスになることもしばしばである。                                                                        |
| えがわ ようすけ | 男 | テニス部   | 部活に通い、かっこよさ重視でモラルを気にしないため、不良になりやすい。 初期からかっこよさのパラメータが高いため、恋人候補のNPCからデートの誘いをよく受け、モテることが多い。 PCの女性キャラクターにも優しいフェミニストであるが、反面男性PCキャラクターには冷たい態度をとる。 四人のなかでは比較的能力のバランスがとれているが、それ故に中途半端になりやすくもある。 特に不良化しやすい一方で、ゲームの進め方次第では肥満化やオカマ化、メガネをかけることもある。                                          |
| れんぼう あけみ | 女 | 柔道部     | 部活に通い、ステータス無視で力を上げる。故にサイコロバトルでは異常な強さになる。勉強は苦手。 優しさの初期値は意外と高く、プレイヤーに対しても割と好意的であるが、 凄まじいスピードでガッツが上がるために男性化（オナベ）、連鎖で服装検査に引っかかり不良化することもある。 |
| よしかわ せいこ | 女 | 漫画研究会 | 部活に行かず、休日をボランティアにささげる。プレイヤーとも極力良好な関係を築こうとする。 序盤は優しさを、中盤以降は知力をひたすら上げるパターンが多い。 風紀委員長や保健委員長、生徒会長を歴任、テスト成績トップなど、序盤はかなりの強敵。 しかし、力やかっこよさ、ガッツ、恋人との親密度など、知力と優しさ以外のパラメータが総じて低いため、 中盤以降はそれほどでもなくなる。 ほとんど休みをとらないため、体調を崩し病院に直行することもしばしば。 また、運動をせず勉強ばかりするため、肥満になりやすい。 |

※これらのキャラは「途中参加」と言う形でプレイヤーにすることができる。（その逆にプレイヤーキャラをCPUにすることができる。）

### 恋人キャラクター
CPUキャラクターが存在する場合、そのキャラクターは除かれる。
男性
- おがた なおき
- くろいわ だいすけ
- とうだい まこと
- あかさか つばさ
- たく しちろう
- えがわ ようすけ

女性
- まきせ りほこ
- すぎもと あやこ
- すずき まな
- とがわ じゅんこ
- れんぼう あけみ
- よしかわ せいこ

## スタッフ
- 企画：なかだしんじ、くろさわきょうこ
- プログラム：さとうふじひこ、はながたたかし、イトウわりゅー、カタナまさる
- キャラクター：タイガーかとう、長尾隆史、加藤誠、伊藤啓司、もぎきよこ、川石徹、明石佳久、大原和浩、園田誠、金子陽子、斎藤慎
- サウンド：わたなべよしお
- イベントおてつだい：かんのゆういち、にしやまさかえ、とものかずお、はたやまるみこ、おおたよしお、みくりやなほ
- 監督：高橋章二

## 評価
ゲーム誌『ファミコン通信』の「クロスレビュー」では、7・6・7・4の合計24点（満40点）、『ファミリーコンピュータMagazine』の読者投票による「ゲーム通信簿」での評価は以下の通り21.6点（満30点）となっている。
| 項目 | キャラクタ | 音楽 | お買得度 | 操作性 | 熱中度 | オリジナリティ | 総合 |
| 得点 | 3.9        | 3.5  | 3.4      | 3.8    | 3.6    | 3.5            | 21.6 |